# جابجایی پایتخت ایران
مسعود پزشکیان سی ام آبان ماه ۱۴۰۳، در جریان بازدید از قرارگاه سازندگی خاتم‌الانبیاء تأکید کرد که تهران به‌عنوان پایتخت کشور با مشکلاتی دست به گریبان است که غیرقابل حل است. هر کاری کنیم بیخود داریم وقت تلف می‌کنیم. پس چاره‌ای نداریم جز اینکه مرکزیت اقتصادی و سیاسی کشور را به جنوب و نزدیک دریا منتقل کنیم.
اظهارات محمدرضا عارف دربارهٔ احتمال انتخاب مکران به عنوان پایتخت آینده ایران و فاطمه مهاجرانی سخنگوی دولت که به قطعیت در این باره سخن گفت، نشان می‌داد که عزم راسخی برای انتقال پایتخت ایران ایجاد شده است.

## سابقه
پیشتر، محمدباقر قالیباف شامگاه دوشنبه -چهارم تیرماه- درجریان مناظرات انتخابات ریاست‌جمهوری ایران (۱۴۰۳) پیشنهاد کرده بود چابهار پایتخت دوم اقتصادی کشور شود.